# Jettatura (Gautier)
Jettatura  è una novella fantastica di Théophile Gautier pubblicata in quindici fascicoli dal 25 giugno al 23 luglio 1856 sul Moniteur universel, sotto il titolo Paul d'Aspremont, conte..

## Trama
Il conte Paolo d'Aspromonte (Paul d'Aspremont) raggiunge a Napoli la fidanzata Alicia, nipote del commodoro Ward. Turbato dai gesti e dalle imprecazioni dei napoletani verso di lui, dovrà arrendersi all'evidenza di essere considerato uno iettatore.